# RWDM Brussels FC
El Racing White Daring Molenbeek Brussels Football Club, conocido simplemente como RWDM Bruselas FC, fue un club de fútbol belga, con sede en el municipio de Molenbeek-Saint-Jean, en la región de Bruselas-Capital. El club fue fundado en 1932 como FC Strombeek. Entre las temporadas 2004/05 y 2007/08, jugó en Primera División. Debido a que el club no recibió una licencia para jugar en Segunda División, fue descendido a Tercera División. En junio de 2014, RWDM Bruselas entró en liquidación.

## Historia
El FC Strombeek se registró en la Asociación de Fútbol de Bélgica en 1933 con el n.º de matrícula 1936. En 1958, el nombre del club se convirtió en KFC Strombeek. El club compitió durante muchos años en las divisiones provinciales, pero finalmente ascendió a Promoción (Cuarta División) en los años ochenta. En 1995 KFC Strombeek quedó campeón de Cuarta y ascendió a Tercera División. Tras cuatro temporadas, Strombeek repitió gesta y ascendió a Segunda División como campeón. 
En agosto de 2002, el club tradicional RWDM desapareció en Molenbeek. Strombeek se mudó del estadio Singel en Strombeek al estadio Edmond Machtens del RWDM en Sint-Jans-Molenbeek, y se cambió el nombre del club a FC Molenbeek Brussels Strombeek. Johan Vermeersch se convirtió en el nuevo presidente. El club quedó campeón y cuatro años después del ascenso a Segunda, el club subía a Primera División por primera vez en su historia. Después de competir cuatro temporadas en la élite, el FC Molenbeek Bruselas volvía a Segunda División. En abril de 2013, el club decidió cambiar el nombre del club a RWDM Brussels FC para la próxima temporada.
Debido a los persistentes problemas financieros, la comisión de licencias de la Real Asociación Belga decidió no otorgar a RWDM Bruselas una licencia de Segunda división para la temporada 2014/15. El club apeló al Tribunal de Arbitraje Deportivo de Bélgica (BAS), pero no tuvo éxito. Como resultado, RWDM Bruselas fue descendido a Tercera División. Debido a esta situación, el club cesó sus actividades y ya no compitió. Sin embargo, el número licencia 1936 siguió existiendo en la Asociación Belga durante un tiempo. Después de todo, debido a la liquidación del club, la escuela de formación juvenil, con unos 600 jugadores juveniles, también estaba en peligro de perderse. La RBFA permitió a los miembros de la junta directiva de la escuela juvenil y el consejo municipal continuar jugando en las competiciones juveniles con el número licencia 1936 la temporada siguiente. El club pasó a llamarse École de Formation des Jeunes Molenbeek (EFJ Molenbeek). En 2015, el nombre RWDM revivió cuando un grupo de simpatizantes compró el número de licencia de Standaard Wetteren y comenzó a jugar en la Cuarta División como Racing White Daring Molenbeek.

## Resultados
| Temporada                            | Nivel | Nivel | Nivel | Nivel | Nivel | División           | Puntos | Observaciones |
|                                      | I     | II    | III   | IV    | P.I   |                    |        | |
| ------------------------------------ | ----- | ----- | ----- | ----- | ----- | ------------------ | ------ | --- |
| como KFC Strombeek                   |       |       |       |       |       |                    |        | |
| 1983/84                              |       |       |       |       | 1     | Primera Provincial | 45     | |
| 1984/85                              |       |       |       | 5     |       | Cuarta Div. A      | 34     | |
| 1985/86                              |       |       |       | 12    |       | Cuarta Div. C      | 24     | |
| 1986/87                              |       |       |       | 14    |       | Cuarta Div. B      | 22     | |
| 1987/88                              |       |       |       |       | 1     | Primera Provincial | 46     | |
| 1988/89                              |       |       |       | 10    |       | Cuarta Div.        | 24     | |
| 1989/90                              |       |       |       | 4     |       | Cuarta Div.        | 39     | |
| 1990/91                              |       |       |       | 13    |       | Cuarta Div. A      | 24     | |
| 1991/92                              |       |       |       | 4     |       | Cuarta Div. B      | 36     | |
| 1992/93                              |       |       |       | 2     |       | Cuarta Div. B      | 37     | |
| 1993/94                              |       |       |       | 4     |       | Cuarta Div. B      | 38     | derrota en la ronda final contra KWS Club Lauwe                                                                   |
| 1994/95                              |       |       |       | 3     |       | Cuarta Div. B      | 36     | derrota en la ronda final contra KAS Eupen                                                                        |
| 1995/96                              |       |       |       | 1     |       | Cuarta Div. D      | 69     | |
| 1996/97                              |       |       | 3     |       |       | Tercera Div. A     | 51     | victoria en la ronda final contra Racing Jet Wavre y Hoogstraten VV, pero derrota en final contra Sint-Niklase SK |
| 1997/98                              |       |       | 8     |       |       | Tercera Div. A     | 42     | |
| 1998/99                              |       |       | 11    |       |       | Tercera Div. A     | 38     | |
| 1999/00                              |       |       | 1     |       |       | Tercera Div. A     | 61     | |
| 2000/01                              |       | 10    |       |       |       | Segunda División   | 39     | |
| 2001/02                              |       | 9     |       |       |       | Segunda División   | 42     | |
| 2002/03                              |       | 9     |       |       |       | Segunda División   | 44     | |
| como FC Molenbeek Brussels Strombeek |       |       |       |       |       |                    |        | |
| 2003/04                              |       | 1     |       |       |       | Segunda División   | 70     | |
| 2004/05                              | 15    |       |       |       |       | Primera División   | 33     | |
| 2005/06                              | 10    |       |       |       |       | Primera División   | 46     | |
| 2006/07                              | 13    |       |       |       |       | Primera División   | 38     | |
| 2007/08                              | 18    |       |       |       |       | Primera División   | 19     | |
| 2008/09                              |       | 10    |       |       |       | Segunda División   | 49     | |
| 2009/10                              |       | 14    |       |       |       | Segunda División   | 42     | |
| 2010/11                              |       | 11    |       |       |       | Segunda División   | 42     | |
| 2011/12                              |       | 14    |       |       |       | Segunda División   | 38     | |
| 2012/13                              |       | 14    |       |       |       | Segunda División   | 33     | |
| como RWDM Brussels FC                |       |       |       |       |       |                    |        | |
| 2013/14                              |       | 8     |       |       |       | Segunda División   | 45     | Sin licencia por problemas económicos, descenso obligatorio                                                       |

## Palmarés
- Segunda División de Bélgica (1): 2003/2004
- Tercera División de Bélgica (1): 1999/2000